# Івасакі Юто
Івасакі Юто (яп. 岩崎 悠人; нар. 11 червня 1998) — японський футболіст, що грав на позиції нападника.

## Клубна кар'єра
Протягом 2017–2018 років грав за команду «Кіото Санга». З 2019 року захищає кольори «Хоккайдо Консадолє Саппоро».

## Кар'єра в збірній
З 2017 року залучався до складу молодіжної збірної Японії, з якою брав участь у молодіжних чемпіонатах світу 2017.

## Титули і досягнення
- Переможець Юнацького (U-19) кубка Азії: 2016
- Срібний призер Азійських ігор: 2018
- Переможець Чемпіонату Східної Азії: 2022